# Portrait de Maffeo Barberini
Portrait de Maffeo Barberini est un tableau de Caravage probablement peint entre 1597 et 1603 et conservé dans une collection privée de Florence. Longtemps oubliée, cette œuvre est redécouverte au début des années 1960 ; son attribution à Caravage est longtemps discutée jusqu'à devenir quasi unanimement acceptée. En revanche, sa datation précise reste l'objet de débats.
Il s'agit d'un portrait de Maffeo Barberini, représenté en tenue ecclésiastique quelques années avant qu'il ne devienne cardinal puis pape sous le nom d'Urbain VIII en 1606. Grand amateur d'art, cet homme d'Église possède dans sa collection personnelle au moins un autre tableau du peintre lombard : Le Sacrifice d'Isaac.

## Historique

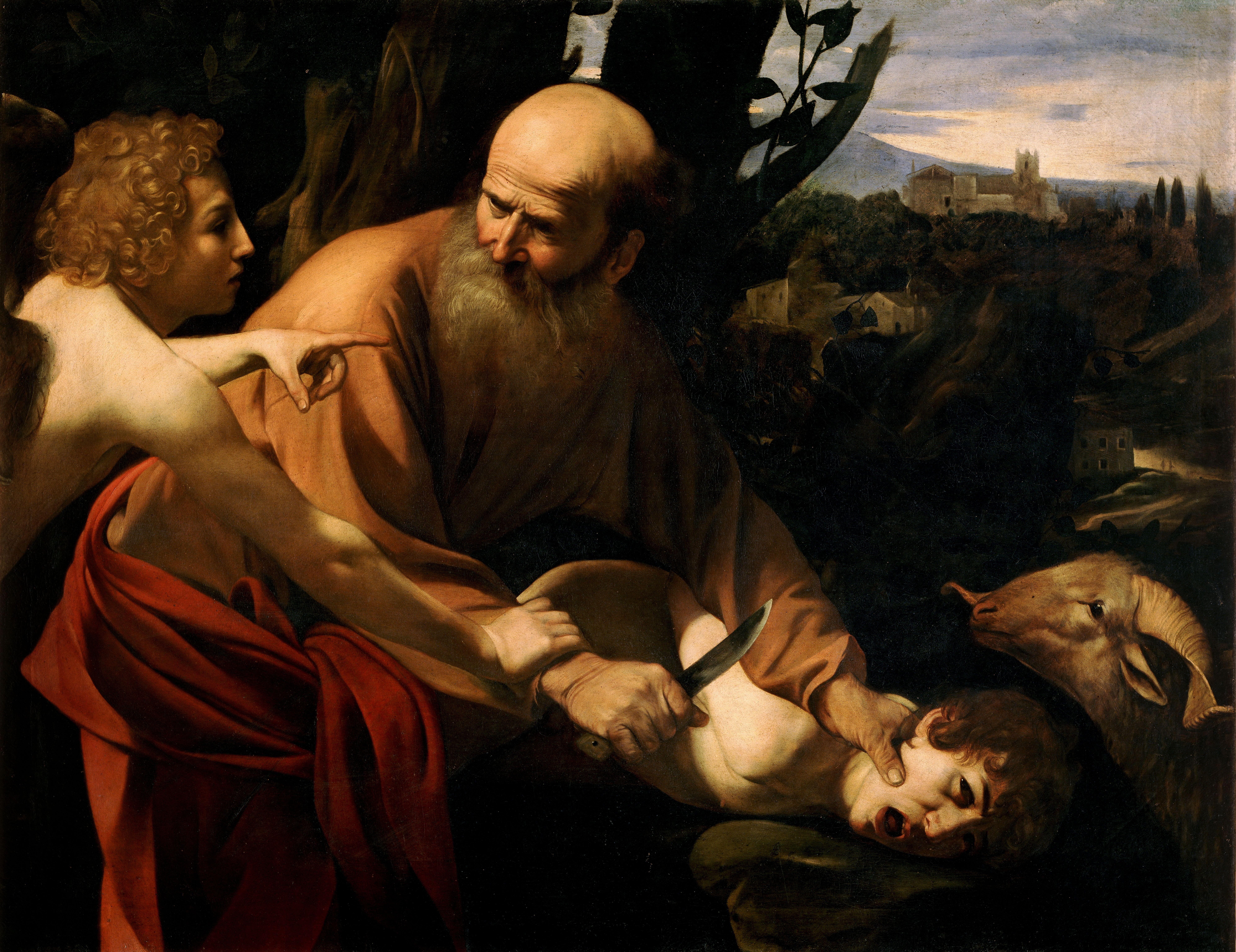
Le Sacrifice d'Isaac (musée des Offices) est également commandé par Maffeo Barberini, et sa datation oscille aussi entre 1597 et 1603.

L'attribution du tableau à Caravage est aujourd'hui quasi unanime parmi les spécialistes en histoire de l'art, mais cette attribution est récente car la trace du tableau a été perdue pendant plusieurs siècles, jusqu'à sa redécouverte vers 1960 dans un grenier du palais Barberini. Par déduction, il est pourtant possible de deviner la trace de cette œuvre chez des biographes contemporains de Caravage au XVIIe siècle ; ainsi, Giulio Mancini mentionne explicitement la production de « portraits pour le Barbarino », puis Giovanni Pietro Bellori précise l'information en évoquant « un portrait » effectué pour le cardinal en plus du Sacrifice d'Isaac qui est, quant à lui, bien documenté. Dans la mesure où Mancini est le médecin personnel du futur pape, il est permis de considérer qu'il est bien informé à son sujet.
L'identification de Maffeo Barberini comme commanditaire de son propre portrait pose donc peu de difficulté; en revanche, la date de création est plus incertaine et oscille selon les auteurs dans une fourchette de cinq à six ans autour de l'année 1600 : de 1597 à 1603 donc, cette dernière hypothèse de date étant relativement majoritaire,. La question de la datation est encore compliquée par l'impossibilité pour les experts d'accéder au tableau, qui est conservé en collection privée et qui est donc essentiellement étudié par le biais de photographies. Quoi qu'il en soit, le portrait est certainement réalisé pendant la période où Caravage réside à Rome : Barberini est ici habillé comme un prêtre et non pas comme un cardinal, ce qui est cohérent puisqu'il n'est nommé dans ces fonctions qu'en septembre 1606, soit plusieurs mois après que Caravage a fui Rome où il a commis un meurtre et où il a été pour cela condamné à mort par décapitation.

## Description
La toile de Caravage représente vraisemblablement Maffeo Barberini, futur pape Urbain VIII et ami du cardinal Francesco Maria del Monte, lequel est à Rome le grand protecteur et mécène de Caravage. Assis dans un fauteuil contre lequel repose un grand rouleau de parchemin, l'air jeune et assuré, il montre du doigt un interlocuteur invisible et tient à la main un document plié : il pourrait s'agir d'une allusion à sa nomination comme clerc apostolique — ce qui jouerait en faveur d'une datation précoce de l’œuvre, car c'est en 1598 que Barberini achète, âgé de trente ans seulement, la charge de greffier à la chambre apostolique.